# Rosières (Tarn)
Rosières település Franciaországban, Tarn megyében. Lakosainak száma 722 fő (2022. január 1.). Rosières Carmaux, Le Garric, Sainte-Gemme, Saint-Jean-de-Marcel és Valderiès községekkel határos.

## Népesség
A település népessége az elmúlt években az alábbi módon változott:
| Lakosok száma | 759  | 749  | 762  | 744  | 738  | 731  | 725  | 723  | 722  |
|               | 2013 | 2015 | 2016 | 2017 | 2018 | 2019 | 2020 | 2021 | 2022 |